# KAMEN RIDER V3
「KAMEN RIDER V3」（カメンライダーブイスリー）は、仮面ライダーGIRLSの2枚目のシングル。2011年8月3日にavex entertainmentから発売された。

## 概要
仮面ライダーシリーズ40周年を記念して結成されたアイドルグループ「仮面ライダーGIRLS」のセカンドシングル。
表題曲「KAMEN RIDER V3」は、テレビドラマ『仮面ライダーV3』の主題歌「戦え! 仮面ライダーV3」のリメイク曲。
CD+DVDとCD単体の2形態で販売されている。DVDには、仮面ライダーGIRLSの他、プロレスラーの棚橋弘至、仮面ライダーV3、カメバズーカ、デストロン戦闘員が登場するプロモーションビデオが収録されている。

## 収録内容-CD
1. KAMEN RIDER V3 [3:37]
作詞：石ノ森章太郎、作曲：菊池俊輔、編曲：鳴瀬シュウヘイ
2. LoL [4:40]
作詞：藤林聖子、作曲・編曲：Ryo
3. KAMEN RIDER V3 instrumental
4. LoL instrumental

## 収録内容-DVD
1. KAMEN RIDER V3 [4:20]